# Mason (Wisconsin)
Mason è un villaggio degli Stati Uniti d'America, situato in Wisconsin, nella contea di Bayfield.